# Neglekt szindróma
A neglekt-szindróma az angol neglect szóból származó kifejezés. A tér jobb vagy bal felén elhelyezkedő tárgyak vagy események észre nem vétele, illetve az arra irányuló testmozdulatok (törzs, fej, szem) kiesése anélkül, hogy az érzékszervek sérülést szenvedtek volna (Fröhlich, 1996).

## A neglekt bemutatása
A neglekt-szindróma vagy más néven hemiagnózia vagy hemineglekt egy olyan magatartási szindróma, amely az agy egyik féltekéjének károsodása után bekövetkező, a tér egy oldalának érzékelésében észlelhető deficit.
„A vizuális neglekt lényege, hogy egy adott helynek a térbeli kerethez viszonyított megítélése sérül, a tér adott területén megjelenő tárgyak tudatos feldolgozása nem történik meg.” (Csépe, 2005)
A betegek mozgása, illetve érzékelése nem szenved zavart, hiszen nincsenek tudatában, hogy a tér vagy a testük egyik oldala tulajdonképpen „hiányzik”. Például a látóterületeik teljesen épek lehetnek. Tehát képesek lehetnek észlelni egy kiemelkedő, fényes dolgot az elhanyagolt oldalukon, ha azt felvillantják egy sötét háttér előtt. Bár nem vakok, a páciensek mégis képtelenek, hogy ugyanazokról a stimulusokról beszámoljanak, ha azt már egy zavaros háttér előtt mutatják. A neglekt hátterében mindig kérgi sérülés húzódik. A bal oldal elhanyagolása mögött a jobb oldali hátsó parietális lebeny sérülése áll. A perszonális (egocentrikus – testfelszín) és extraperszonális (allocentrikus – körülöttünk befogott terület) tér különbözteti meg az egészséges és a sérült területeket. Vagyis a neglekt helyzete nem a szemek mozgásától függ. Egészséges embereknél az egocentrikus és allocentrikus pozíció összefügg, azonban a negligált és az egészséges terület határa nem éles.
Neglekt során a látás tudata a sérüléssel ellentétes téri oldalon is megmarad, de az itt levő ingerek észlelése nehézségekbe ütközik. A neglekt különböző mértékű lehet az enyhe elhanyagolástól a tudomásul nem vételen át egészen a testsémáról való leválásig. Egyes betegek a neglekt kevésbé súlyos fajtájával élnek, így náluk a sérüléssel kontralaterális látótér észlelése csak részben szűnt meg. Azonban az ő esetükben a sérült látótérben megjelenő inger észlelése jóval rosszabb, hogyha egyszerre kell figyelniük egy, az egészséges látótérben felbukkanó ingerre is. A neglekt nem csak vizuális deficit: egyszerre több modalitásban is kárt okozhat. Például a betegeknek az elhanyagolt térfélen történő eseményekre való visszaemlékezés sem könnyű. (Csathó, 2008)
Több megnyilvánulási formája van: az első, amikor a beteg a tér egyik oldalát hanyagolja el; szenzoros, amikor a neglektes oldal tapintási, illetve fájdalom-információit nem veszi figyelembe; és a motoros, amikor a negligált oldalon lévő testrészeket a sérült csak ritkán vagy egyáltalán nem, illetve felszólításra alkalmazza. (Pajkossy, 2008) Nem ritka a tekintetbénulás sem. Ha megkérik, hogy nézzenek a negligált térfél felé, akkor hajlandóak rá, azonban ösztönösen maguktól nem néznének arra. (Karádi, 2008)
Szélsőséges esetekben az érintettek úgy viselkednek, mintha a tér vagy a test megfelelő dimenziója nem is létezne. A sérültek a lézióval ellentétes oldali testfelüket figyelmen kívül hagyják, azaz nem vesznek róla tudomást. A negligált oldalról jövő akusztikus és vizuális ingerekre nem reagálnak, vagy úgy érzékelik, mintha az egészséges oldalon lévő térből jöttek volna. Gyakran nem válaszolnak a bal oldalukon lévő embernek, illetve nem ritkák a balesetek sem (például nekiütköznek a bal oldalon lévő dolgoknak), gyakran eltévednek. (Pajkossy, 2008) A testsémáról való leválás miatt csak a nem hiányzó oldalon borotválkoznak vagy sminkelnek. Tisztálkodásnál csak az egyik oldalukat mossák meg. Egyesek az öltözködéssel is bajban vannak (például a sérüléssel kontralaterális oldalon lévő lábukra nem húznak zoknit és cipőt). Nem érzik sajátjuknak végtagjaikat. Extrém esetekben olyannyira idegennek érzik, hogy megpróbálnak tőle megszabadulni.
1985-ben Oliver Sacks jellemzett egy olyan beteget, aki nem tudott kiszállni az ágyból, mert a saját lábáról azt hitte, hogy az egy tetem lába, amelyet az ápolók rejtettek oda. A betegek olyanokat is mondtak, hogy: „Nem tudom, kié ez a kéz, de levette a gyűrűmet.”, vagy „Ez egy műkar, amit valaki rám tett! Elküldtem a lányomat, hogy keresse meg az igazi karomat.”
Egyes esetekben a beteg nem eszi meg a tányérja azon oldaláról az ételt, amelyik a negligált térfélen van, pedig még éhes.
Egy másik tanulmánynál egy sértetlen ház és egy bal oldalán lángoló ház képeit mutatták a neglekteseknek, majd megkérdezték, hogy melyikben laknának szívesebben. A betegek legtöbb esetben a sértetlen házat választották, pedig előtte nem számoltak be arról, hogy látták volna a lángokat a másik házon.
A féloldali téri neglekt leggyakrabban előforduló tünete a rajzok kivitelezésében figyelhető meg, illetve írásnál és olvasásnál. Különféle feladatok és tesztek állnak az orvosok rendelkezésére a neglekt vizsgálatához. Rajz másoltatásánál az egyszerű ábrákat (síkidomok, fa, virág, ház) általában jól megoldották a sérültek. Bár egyes dolgoknál általában hiányzik az ábra egyik oldala. Például az óra rajzolásánál csak az egyik felét rajzolják le (mondjuk déltől hatig), vagy az összes számot csak az egyik oldalra zsúfolják, a másik oldal eltorzult vagy üres lesz. Emberábrázolásnál gyakran hiányzik a test egyik oldala, illetve befejezetlen. Ha szemből kell lerajzolniuk egy arcot, akkor általában nem jelentkeznek a neglekt tünetei, minden a helyén van. Viszont profilból való rajzolásnál az arc szétcsúszik, az orr, a száj és a szem rossz helyen vannak.
Olvasásnál a „rossz” oldalra eső szavakat nem olvassák el, az összetett szavaknak is csak az egyik oldalát veszik tudomásul (például a kertész szónál csak az ész szót mondják).
Más esetben megkérik a beteget, hogy jellemezzen valamit, amit már a sérülés előtt is ismert. Azonban nem tudja felidézni a negligált térben levő oldalt, viszont ha az ellenkező irányból szemléli, akkor azt az oldalt nem ismeri fel, amit azelőtt jellemzett, és az azelőtt fel nem ismert oldalt tudja majd leírni. Ebből az derül ki, hogy a tárgy mindkét oldalának ismertetői megvannak a páciens emlékezetében, csupán a neglekt miatt nem képes felidézni őket. (Karádi, 2008)

## A téri és vizuális észlelés zavarainak okai
Kutatások bizonyítják, hogy a hely, az alak és a mozgás észleléséhez szükséges információk párhuzamosan, de eltérő idegpályákon szállítódnak el az agyközpont ezekre specializálódott részeire. 
Alapvető tulajdonságunk, hogy ha a térben valamilyen lényeges esemény történik, vagy valamilyen fontos információt észlelünk, akkor egész testünkkel, de főleg szemünkkel az adott dologra fókuszálunk. Figyelmünk a testünk középvonalától mindkét oldalra ugyanolyan mértékben tér ki, tehát szimmetrikus. Azonban például a neglekt pont ezt az összhangot borítja fel. Sokkal ritkább a bal oldali agyfélteke sérülése, melynek következtében az érintett a tér és a test jobb oldalát figyelmen kívül hagyja, azonban a másik oldalon az érzékelés megfelelő. Tehát gyakoribb a jobb oldali parietális lebeny deficitje, azonban más területek sérülése is kiválthat neglektet. Ritkán a frontális lebeny, az insula, a gyrus cinguli, a thalamus, a bazális ganglionok és subcorticalis struktúrák (colliculus superior, hypothalamus) károsodása is felelős lehet a neglektjelenségért. (Karádi, 2008)
Figyelmi rendszerünknek három fő része van:
- a parietális lebeny,
- a frontális lebeny,
- a pulvinar, colliculus superior.

A parietális lebeny ún. „hol rendszer”, a körülöttünk lévő tárgyak elhelyezkedésének meghatározásáért felelős, illetve ezen tárgyak színéről, formájáról és mozgásáról ad információt. A parietális lebeny ezenkívül szerepet játszik az aktív végtagok mozgásának és ízületeinek szervezésében is. Az inferior parietális lebeny egyes neuronjai nagy terjedelmű receptív mezővel rendelkeznek, remekül észlelve a látóterünkben újonnan feltűnő dolgokat, illetve ezekre az ingerekre kiváltódó szemmozgások szervezése is a feladatuk. A posterior parietális lebeny pedig a saját testhez tartozó egocentrikus téri információkért és ingerekért felelős.
A frontális lebeny feladata a magasabb szintű ellenőrzés, mely elengedhetetlen a megismerési funkciók megfelelő működéséhez, s amelyek együttesét végrehajtó funkcióknak nevezzük. A frontális szemmező a leglényegesebb része, amely az akaratlagos szemmozgásokat hangolja össze.
A pulvinar a thalamus magja, melynek képessége a bennünket érő rengeteg szenzoros információból a számunkra fontosak kiszűrése. A colliculus superior pedig a látómezőnk perifériájára eső ingerekre kiváltódó szakkadikus szemmozgások (ugráló szemmozgás, mely segítségével kerül az újonnan felfedezett tárgy a perifériáról a foveára) elindításában jelentős.
A frontális lebeny ellenőrzi és felülbírálja a colliculus superior új információkra irányuló működését, így egyébként lényegesen tovább vagyunk képesek figyelni az új ingerre. (Karádi, 2008)

## Kialakulása
Kialakulásának okai még nem tisztázottak. Leginkább azzal magyarázható, hogy a két félteke nem egyformán figyel a tér két oldalára. A jobb félteke mindkét oldal figyelméért felelős, a bal oldali félteke azonban csak a jobb oldalra figyel. Így ha az agy jobb féltekéje sérül, igaz, hogy megszűnik a jobb oldali figyelmi rendszer, a bal félteke viszont ki tudja javítani azt. Viszont a bal oldal figyelme kiesik, hiszen arra csak a jobb félteke figyelt. A bal oldali félteke léziója is vezethet neglekthez, csak az kevésbé súlyos, és általában hamarabb megszűnik, hiszen a bal oldal figyelmi rendszeréért a jobb oldali lebeny a felelős. (Karádi, 2008)

## Gyógyítási eredmények
A rehabilitáció egyik legfontosabb feladata, hogy ha nem is lehetséges teljesen, de részben visszaállítsa a rendellenesen működő figyelmi hálózatot. Az agyi plaszticitás lehet az alapja a módszernek, hiszen az agy képes egész életen át tartó működésének folyamán a reorganizációra. Agyunk képes arra, hogy bizonyos területek kiesése után átvegye annak feladatait, és így működjön tovább. Nem mindegy, hogy a páciensek agyának mely területei és funkciói épek, mert például akiknek valamely kritikus terület sérült, kevésbé fogékonyak bizonyos kezelési módszerekre.
A kezelések folyamán figyelmeztetik a betegeket negligált testrészeik használatára, illetve a térben észlelhető ingerek figyelésére. Mivel a páciensek nem vesznek tudomást a sérüléssel kontralaterális térfélről, sok veszélyre figyelmeztető információt is figyelmen kívül hagyhatnak.
Rendkívül fontos a mozgástréning is, hiszen vissza kell állítani a ritkán vagy egyáltalán nem használt végtagok megfelelő mozgását. A betegeknek először az allocentrikus térre, majd az egocentrikus térre kell összpontosítaniuk. Ekkor a 3D-s világukban mozognak. Majd a későbbiekben a feladatok maradnak az egocentrikus térben, azonban ekkor 2D-s világban kell dolgozniuk. Arcokat, testrészeket, embert, tárgyakat kell rajzolniuk, megnevezniük.
Létezik még egy prizmaadaptáció nevű eljárás, melynek folyamán a páciensnek egy szemüveget kell viselnie egy kis ideig, ezáltal a beteg negligált térfele áttolódik az ép részre. Levéve a szemüveget ismét torznak látja a világot, azonban most a tér ellentétes oldalán. Sajnos csak pár óráig tart az élmény, de a beteg ismét átélheti az egykor ép térfelének látványát. (Karádi, 2008)
Ezenkívül léteznek különféle gyógyszeres kezelések is. Például dopamintartalmú gyógykészítményeknek (levodopa, bromocritpin és apomorphin) vannak pozitív hatással egyes betegekre, azonban csak kevés esetet figyeltek meg.
Összegezve a neglektes eseteket felfigyelhetünk arra, hogy gyermekkori esetekkel alig lehet találkozni, és akikről tudtak, azok is mind felépültek, hiszen gyermekkorban az agy is sokkal rugalmasabb, könnyebben ki tud lábalni bizonyos megbetegedésekből.
A remek eredmények ellenére még mindig nem találták meg a megfelelő gyógymódot, pedig számos kutatást végeznek ezzel kapcsolatban. Azonban a neuropszichológia nagyütemű fejlődése sok jót ígér az elkövetkezendő évekre a hemineglektben szenvedő betegeknek. (Karádi, 2008)

## Fordítás
- Ez a szócikk részben vagy egészben  a   Hemispatial neglect című angol Wikipédia-szócikk ezen változatának fordításán alapul.  Az eredeti cikk szerkesztőit annak laptörténete sorolja fel. Ez a jelzés csupán a megfogalmazás eredetét és a szerzői jogokat jelzi, nem szolgál a cikkben szereplő információk forrásmegjelöléseként.